# 영주시·영양군·봉화군·울진군
영주시·영양군·봉화군·울진군은 대한민국의 폐지된 국회의원 선거구이다. 당시 경상북도 영주시, 영양군, 봉화군, 울진군을 관할했다.

## 역사
대한민국 제21대 국회의원 선거를 앞두고 이루어진 선거구 개편에 따라 영주시·문경시·예천군 선거구에 속해있던 영주시와 영양군·영덕군·봉화군·울진군 선거구에 속해 있던 영덕군, 봉화군, 울진군이 하나의 선거구를 이루게 됨에 따라 신설되었다.
대한민국 제22대 국회의원 선거를 앞두고 경상북도 지역의 선거구 개편이 일어나면서 영주시, 영양군, 봉화군이 영주시·영양군·봉화군 선거구를 이루고 울진군이 의성군, 청송군, 영덕군과 함께 의성군·청송군·영덕군·울진군 선거구를 이루게 됨에 따라 폐지되었다.

## 역대 국회의원
| 선거   | 정당 | 정당       | 의원   |
| ------ | ---- | ---------- | ------ |
| 2020년 |      | 미래통합당 | 박형수 |

## 역대 선거 결과

### 대한민국 제21대 국회의원 선거
|  | 55.83% |

|  | 21.82% |

|  | 21.07% |

|  | 1.26% |